# ホアン・ヴァン・タイ
ホアン・ヴァン・タイ（ベトナム語：Hoàng Văn Thái / 黃文太, 1915年5月1日 – 1986年7月2日）は、ベトナムの軍人、政治家。ベトナム人民軍初代総参謀長。テト攻勢時、南ベトナムにおいて最も有名な北ベトナム軍の高級指揮官であった。最終階級は大将。

## 経歴
ホアン・ヴァン・タイは1915年、ダイホアン總アンカン村（現在のタイビン省ティエンハイ県タイアン）に生まれた。本名はホアン・ヴァン・シエン（Hoàng Văn Xiêm・黃文暹）。別名、ムオイ・カン（Mười Khang・𨒒康）。1938年、インドシナ共産党に参加。1941年、バクソン救国軍の部隊指揮官となる。軍事学校を卒業後、1945年の八月革命において日本軍への抵抗運動を開始した。彼は34人の兵士の1人として、1944年12月22日の「ベトナム解放軍宣伝隊」（ベトナム人民軍の前身）設立会議に参加した。
終戦後の1945年9月, ホー・チ・ミン臨時政府主席により新設の国軍参謀長に任命され、後にベトナム人民軍総参謀長 (1945–1953)を務めた。1947年8月26日、独立大団大団長を兼務。1950年の秋冬、参謀本部の一員として国境戦役を指揮する。1948年1月1日、少将の階級を授与される。1954年、ディエンビエンフー作戦の参謀長として総司令官ヴォー・グエン・ザップを支援した。両作戦を総参謀長として指揮したタイは1959年8月31日、中将に任命された。
1960年9月、第3回ベトナム労働党大会において党中央委員に選出される。1961年1月23日、第3期党中央委員会第3回総会において党中央軍事委員会委員および常務委員、国防次官に任命。また、1960年から1965年には、政府内に新設された体育・スポーツ委員会主任を務めた。1966年、第5戦区司令官兼政治委員に任命。1967年から1973年まで南ベトナムに派遣され、南ベトナム解放軍司令官、南部中央局副書記を務めた。臨時革命政府の脱出時およびカンボジア戦役時、タイはCOSVN、NLF、PRGの本営を撤退させる準備を担った。1974年4月、彼は上将に昇格し、国防次官および第一副総参謀長、中央軍事党委員会常務委員に任命された。
ベトナム戦争終結後の1976年12月、第4回ベトナム共産党大会において中央委員に再選出される。1980年1月に大将に昇格した。
1982年3月の第5回党大会において中央委員に再選出。
第7期国会議員。

## 著書
- The Winter 1953-Spring 1954 Strategic offensive and Its Apex - the Dien Bien Phu Campaign[12]
- Dai Tuong Hoang Van thai: Nhung Nam Thang Quyet Dinh (Hoi Ky), In Lan Thu Hai [大将ホアン・ヴァン・タイ: 決定的な年月 (回顧録), 第2版], (Hanoi:Nha Xuat BanQuan Doi Nhan Dan [人民軍出版社], 1990], p.i.[13]